# Jan Thielmann
Jan Uwe Thielmann (* 26. Mai 2002 in Föhren) ist ein deutscher Fußballspieler. Der Stürmer steht beim 1. FC Köln unter Vertrag.

## Karriere

### Verein

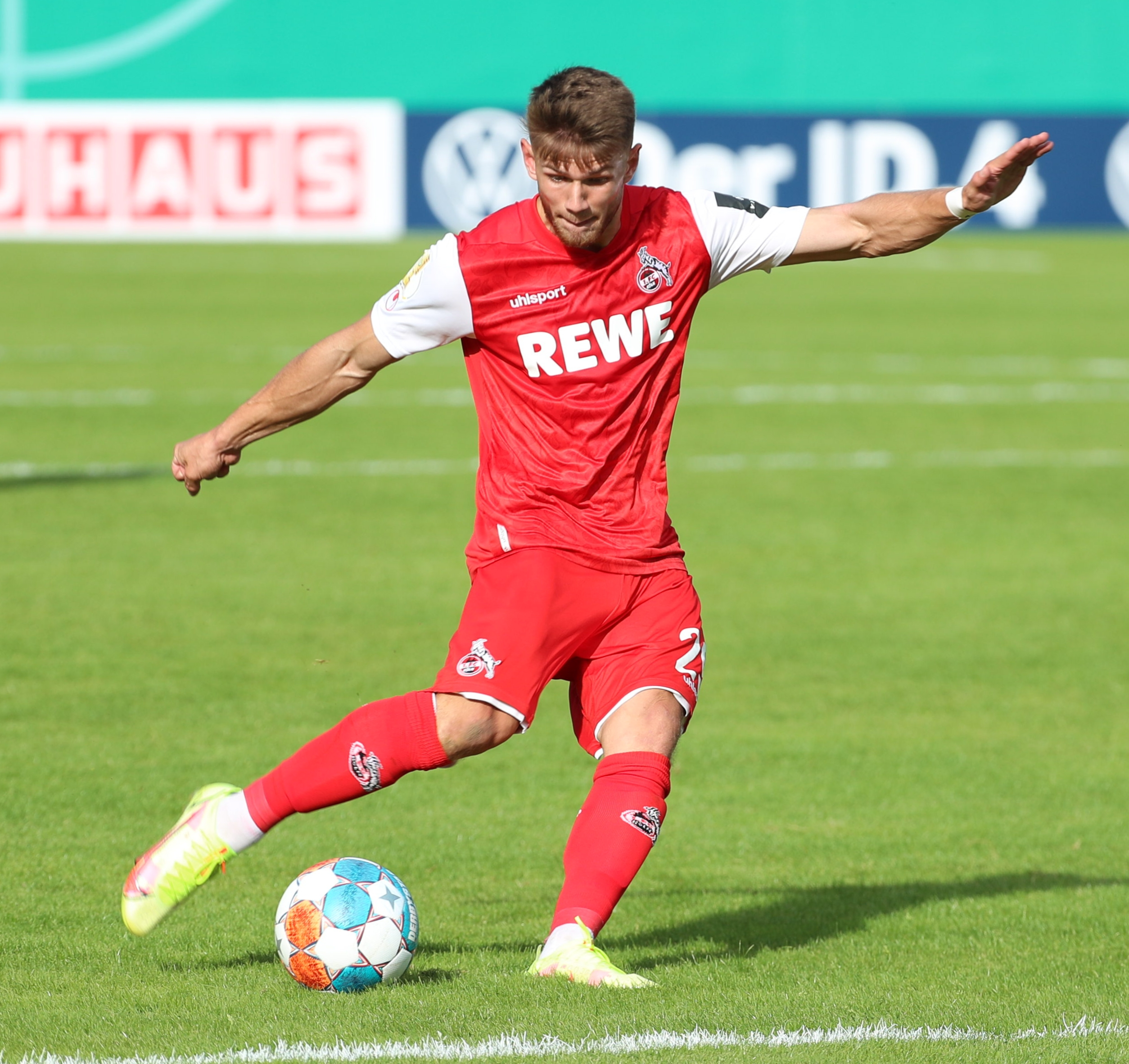
Jan Thielmann im Trikot des 1. FC Köln (2021)

Thielmann spielte in der Jugend zunächst in der damaligen Jugendspielgemeinschaft Hetzerath/Föhren/Bekond und wechselte zur Saison 2014/15 in die Jugendmannschaft von Eintracht Trier. Zur Saison 2017/18 wechselte er in die U17 des 1. FC Köln. Er absolvierte für die Mannschaft 24 Spiele und holte mit ihr im Juni 2019 nach einem 3:2 über Borussia Dortmund die Meisterschaft.
Zur Spielzeit 2019/20 rückte der Stürmer innerhalb des Vereins in die U19 auf und kam am 14. Dezember 2019 zu seinem ersten Einsatz in der Bundesliga, als er beim 2:0 der Kölner gegen Bayer 04 Leverkusen in der Startelf stand. Er war damit der erste Spieler des Geburtsjahrgangs 2002, der in der höchsten deutschen Spielklasse zum Einsatz kam. Weil er in diesem Spiel überzeugte, brachte ihn Trainer Markus Gisdol auch in den darauffolgenden Begegnungen gegen Eintracht Frankfurt und Werder Bremen von Beginn an. Im Januar 2020 unterschrieb Thielmann seinen ersten Profi-Vertrag. Damit wurde die Zusammenarbeit zwischen ihm und dem 1. FC Köln bis zum 30. Juni 2022 verlängert, was Sportchef Horst Heldt mit den Worten „Er ist für sein Alter sehr, sehr weit, sowohl körperlich als auch charakterlich, dazu hat er ein sehr gutes Spielverständnis“ begründete. Ende April 2021 wurde sein Vertrag mit einer Laufzeit bis 2024 erneut vorzeitig verlängert. Im September 2023 erfolgte eine weitere Verlängerung bis 2026, und im August 2025 eine weitere bis 2028.

### Nationalmannschaft
Thielmann spielte bislang für die deutsche U15 (zwei Spiele), die U16 (drei Spiele) sowie die U17 (zehn Spiele, zwei Tore), die U19 (zwei Spiele) und die U21 (acht Spiele, ein Tor).

## Erfolge
1. FC Köln
- Deutscher B-Jugend-Meister: 2019
- Deutscher 2. Bundesliga Meister 2024/2025